# Kwaito

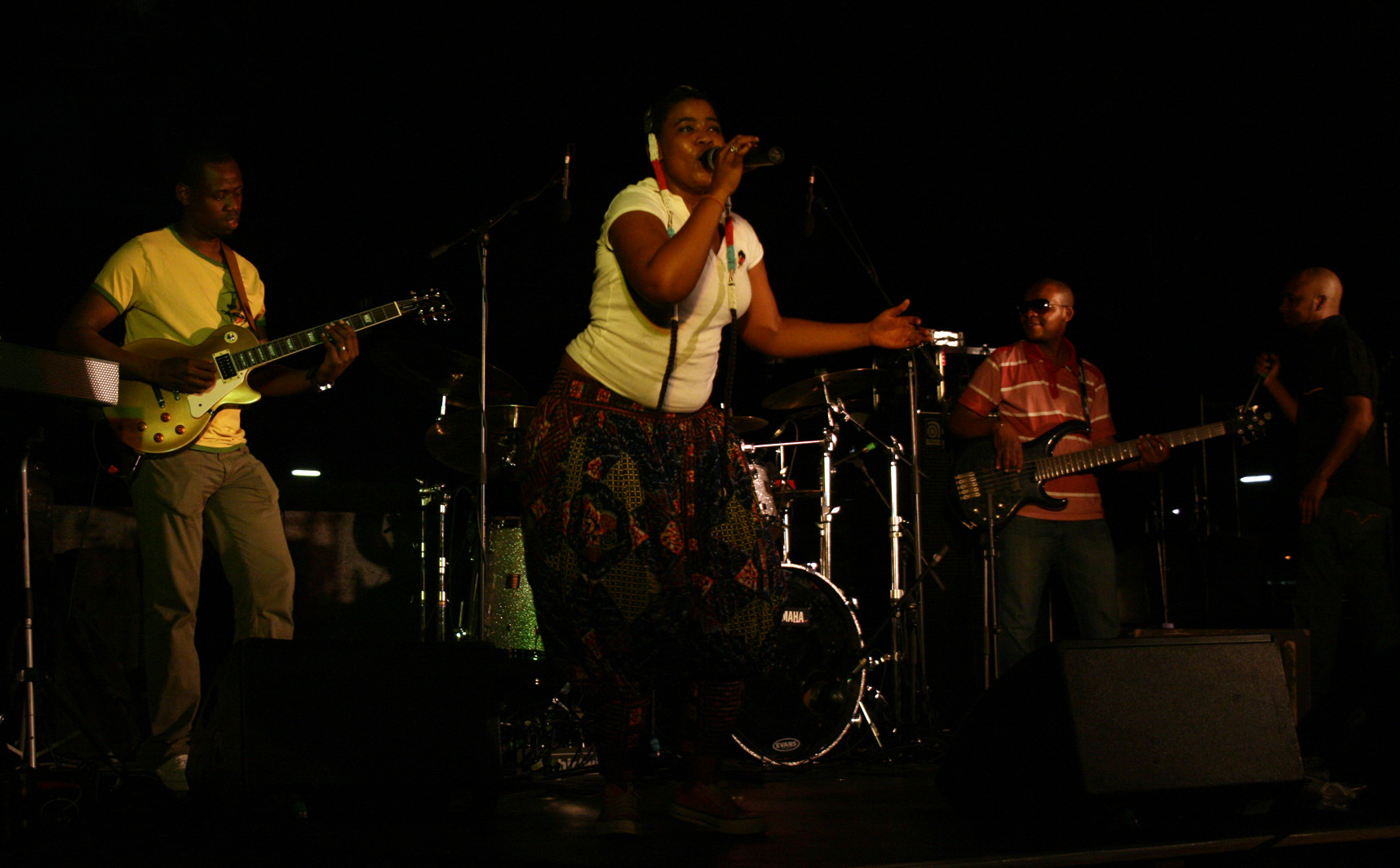
Banda sudafricana de kwaito Bongo Maffin

El kwaito es un género musical que surgió en Johannesburgo, Sudáfrica, hacia finales de los años 1990. Se trata de música house combinada con sonidos africanos locales. Normalmente utiliza un tempo lento, siendo habitual que el kwaito contenga loops melódicos y percusivos pegadizos, profundas líneas de bajo y vocales. Aunque tiene similitudes con el hip hop, un rasgo distintivo del kwaito es la manera en que las letras son a menudo gritadas o cantadas. Diplo describe el kwaito como "garage ralentizado". Es un tipo de música especialmente popular entre la población negra joven de Sudáfrica. 